# Чемпіонат України з футзалу серед жінок 2003—2004
Чемпіонат України з футзалу серед жінок 2003—2004 — 10-й чемпіонат України, в якому переможцем стала коцюбинська «Біличанка» під керівництвом В. В. Колтка.

## Учасники
Порівняно з попереднім чемпіонатом команд стало більше, а саме 10. Тільки була представлена північна, центральна і західна Україна.
| - «Александрія» (Київ) - «Біличанка» (смт. Коцюбинське, Київська область) - «Вікторія» (м. Кагарлик, Київська область) - «Дарниця» (Київ) - «Львів'янка» (Львів) | - «Мінора» (Черкаси) - «Ніка-Педуніверситет» (Полтава) - «НУХТ» (Київ) - «СоцТех» (Київ) - «Спартак-Фортуна» (Чернігів) |

## Регіональний розподіл
| Регіон               | Кіл-ть команд | Команди                            |
| -------------------- | ------------- | ---------------------------------- |
| Київ                 | 4             | СоцТех, НУХТ, Дарниця, Александрія |
| Київська область     | 2             | Біличанка, Вікторія                |
| Львівська область    | 1             | Львів'янка                         |
| Полтавська область   | 1             | Ніка-Педуніверситет                |
| Черкаська область    | 1             | Мінора                             |
| Чернігівська область | 1             | Спартак-Фортуна                    |

## Підсумкова таблиця
Змагання складалися з двох етапів. 6 команд брали участь у другому етапі (результати невідомі). Після другого етапу таблиця виглядала так:
| М  | Команда                       | І | В | Н | П | РМ    | О |
| -- | ----------------------------- | - | - | - | - | ----- | - |
|    | «Біличанка» Коцюбинське       | 0 | 0 | 0 | 0 | 0−0   | 0 |
|    | «Спартак-Фортуна» Чернігів    | 0 | 0 | 0 | 0 | 0−0   | 0 |
|    | «Ніка-Педуніверситет» Полтава | 0 | 0 | 0 | 0 | 0−0   | 0 |
| 4  | «СоцТех» Київ                 | 0 | 0 | 0 | 0 | 0−0   | 0 |
| 5  | «Вікторія» Кагарлик           | 0 | 0 | 0 | 0 | 0−0   | 0 |
| 6  | «Мінора» Черкаси              | 0 | 0 | 0 | 0 | 0−0   | 0 |
| 7  | «Александрія» Київ            | 6 | 3 | 0 | 3 | 19−45 | 9 |
| 8  | «Дарниця» Київ                | 6 | 1 | 1 | 4 | 9−40  | 4 |
| 9  | «НУХТ» Київ                   | 6 | 1 | 1 | 4 | 10−44 | 4 |
| 10 | «Львів'янка» Львів            | 4 | 1 | 0 | 3 | 3−22  | 3 |